# Советский (Воронежская область)
Советский — посёлок в Бобровском районе Воронежской области.
Входит в состав Октябрьского сельского поселения.

## Население
| 2000 | 2005 | 2010 |
| ---- | ---- | ---- |
| 7    | ↘2   | ↘0   |